# Robert Ferguson (historicus)
Robert Ferguson (1948) is een Brits schrijver en historicus die zich gespecialiseerd heeft in de geschiedenis van de Vikingen. Hij woont sinds 1983 in Noorwegen. 
Hij studeerde aan de University College London. Hij specialiseerde zich in de Noorse literatuur.
Ferguson schreef ondere biografieën van de Noorse iconen Knut Hamsun (1987) en Henrik Ibsen (1996). In 1991 publiceerde hij een biografie over Henry Miller. Daarnaast heeft hij ook romans en toneelstukken geschreven. Hij slaagde er twee keer in om de BBC/Methuen Award voor beste radio drama te winnen. Zijn biografie van Knut Hamsun vormde de basis voor de film Gåten Knut Hamsun.
In 2009 verscheen van zijn hand 'The Hammer and the Cross', een goed besproken boek over de geschiedenis van de Vikingen. Hij zoomt in dit boek met name in op hoe de geleidelijke bekering van de Vikingen tot het Christelijk geloof in zijn werk is gegaan. 

## Werken
- (no)  Dr. Ibsens gjengangere, radiohoorspel, 1999 ISBN 82-7530-029-0
- (no)  Siste kjærlighet, roman, 2002 ISBN 82-02-21963-9
- (en)  Fleetwood, novelle, 2004 ISBN 82-02-23615-0
- (en)  Respect, radiohoorspel, 2005 ISBN 82-560-1482-2
- (no)  Henrik Ibsen - mellom evne og higen, biografie, 2006 ISBN 978-82-02-23875-9
- (en)  The Hammer and the Cross, Penguin, 2010, ISBN 978-0-141-01775-4